# Genetta thierryi
Genetta thierryi (генета Хауса) — вид хижих ссавців з родини Віверові (Viverridae). Країни поширення: Бенін, Буркіна-Фасо, Камерун, Кот-д'Івуар, Гамбія, Гана, Гвінея-Бісау, Малі, Нігер, Нігерія, Сенегал, Сьєрра-Леоне, Того. Населяє вологі та сухі савани з рідколіссям. Тим не менш, зразки також були зібрані і побачені у вологих лісах, рідколіссях і сухих лісистих степах.

## Загрози та охорона
Основні загрози невідомі. Тим не менше, вид був помічений на ринках м'яса диких тварин по всьому ареалу. Присутні на кількох охоронних територіях.